# Ludza
Ludza (deutsch Ludsen, russisch Лудза, jiddisch: לוצין, estn.: Lutsi) ist eine Stadt in Lettgallen (lettisch: Latgale), Lettland, 269 km östlich von Riga. Im Jahre 2022 zählte Ludza 7.401 Einwohner.

## Lage
Die Stadt liegt unweit der russischen Grenze an der Bahnlinie von Rēzekne nach Welikije Luki. Bei der Stadt befinden sich mehrere Seen, insbesondere der Große Ludza-See (846 Hektar), der Zvirgzdene-See (134 Hektar), der Dunakļi-See (83 Hektar) und der Kleine Ludza-See.

## Geschichte
Am Großen Ludza-See wurden archäologische Zeugnisse steinzeitlicher Besiedlung aus dem 5. bis 8. Jahrtausend v. Chr. gefunden. Nach mehreren Grabungskampagnen und Untersuchungen 1890 sowie 1959 wird die Meinung vertreten, dass die Besiedlung umfangreich und durchgängig war. 1939 wurde ein silberner Halsring gefunden, welcher im Lettischen Historischen Museum (Latvijas Nacionālais vēstures muzejs) in Riga ausgestellt ist.

### Mittelalter und Frühe Neuzeit
Eine lettgallische Befestigung bei Ludza wurde erstmals in russischen Chroniken aus den Jahren 1173 oder 1177 erwähnt. Der  Deutsche Orden errichtete 1399 eine steinerne Burg zwischen den zwei Seen als östlichen Vorposten in Livland. Dies war eine Nebenburg der Vogtei Rossiten. Die Burg Ludza grenzte an das Gebiet Pleskaus. Deshalb schützten sich die Pleskauer mit der Festung „Krasnij Gorodok“ direkt gegenüber von Ludza. Bereits 1481 erfolgte ein erster Einfall russischer Heere. Nach weiteren Kriegsjahren geriet Ludza 1583 unter die Herrschaft Polen-Litauens und gehörte zur „Provincia Livoniae trans Dunensis“ (Provinz Livland jenseits der Düna). 1654 wurde die Burg nach einer Belagerung durch die Truppen von Zar Alexei Michailowitsch erobert und endgültig zerstört.
Die Ansiedlung um die Burg allerdings erhielt 1765 Marktrechte, sie entwickelte sich entlang des Südufers des Kleinen Ludza-Sees und des Südwestufers des Großen Ludza-Sees. Infolge der Ersten Teilung Polens 1772 wurde Ludza dann russisch und erhielt 1777 von Katharina der Großen Stadtrechte.

### 19. und 20. Jahrhundert
Im 19. Jahrhundert erlebte die Stadt einen starken Aufschwung durch Handel und Gewerbe. Im Jahr 1900 erhielt Ludza den Eisenbahnanschluss an der Strecke Ventspils – Moskau. Nach dem Ende des Lettischen Unabhängigkeitskrieges setzte sich der wirtschaftliche Aufschwung ab 1920 fort. Doch dann brannte 1938 die Hälfte der Stadt (rund 370 Häuser und die im 18. Jahrhundert erbaute katholische Pfarrkirche St. Marien) durch ein Großfeuer ab. Zwischen den Weltkriegen gab es in der Stadt etwa 1500 Juden, mehr als ein Viertel der Einwohner. Es gab sieben Synagogen und weitere jüdische Einrichtungen.
1940 wurde die Stadt durch die Rote Armee besetzt. In dieser Zeit wurden die jüdischen öffentlichen Einrichtungen in der Stadt geschlossen. 1941 erfolgte die Besetzung durch die Wehrmacht. Die verbliebene jüdische Bevölkerung (ungefähr 1000 Betroffene) wurde unter Kontrolle von lettischen (Hilfs-)Polizeikräften in der Folge zwangsghettoisiert. Bereits kurz nach der Besetzung erfolgten die ersten Erschießungen von Juden, die vor dem Vordringen der Wehrmacht aus anderen Gebieten Lettlands und Litauens geflüchtet waren. Auch in der Folgezeit kam es immer wieder zu gewalttätigen Übergriffen (auch Vergewaltigungen) auf die Bevölkerung des errichteten Ghettos, denen dutzende von Menschen zum Opfer fielen. Am 17. August 1941 wurden ungefähr 800 Juden durch lettische (Hilfs-)Polizeikräfte am Ufer des Tsirma-Sees, etwa sieben Kilometer von der Stadt entfernt, ermordet. Solche großangelegten Tötungsaktionen geschahen in der Regel unter Aufsicht und/oder auf direkten Befehl deutscher Kräfte. Weitere 120 Juden wurden am 27. Oktober 1941 nach Dünaburg deportiert. Ungefähr 25 in der Stadt verbliebene jüdische Fachkräfte wurden am 2. April 1942 in einem nahe gelegenen Wald umgebracht. Fünf Menschen aus der jüdischen Gemeinde Ludza haben den Holocaust überlebt. Nach der Wiederherstellung der Sowjetmacht erfolgten 1945 und 1949 Massendeportationen und Inhaftierungen, die auch die Bevölkerung Ludzas trafen.
In den Jahren bis 1990 wurde verstärkt Industrie angesiedelt. Die größten Betriebe waren eine große Fabrik für Stahl-Verarbeitung, eine Leinen-Fabrik, eine Hühner-Fabrik, die örtliche Molkerei, eine Limonadenfabrik sowie Land- und Forstwirtschaftliche Betriebe.

## Sehenswürdigkeiten
- Katholische Kirche Mariä Himmelfahrt. Die erste katholische Kirche wurde 1687 erbaut, brannte jedoch bald nach dem Bau nieder. 1738 wurde eine neue Holzkirche im Barockstil errichtet, die 1938 niederbrannte. Der Bau der heutigen Kirche begann 1939, wurde aber während der Sowjetzeit gestoppt und erst 1990 wieder aufgenommen. Die Kirche wurde 1995 geweiht.
- Lutherische Kirche, erbaut von 1864 bis 1866, niedergebrannt, 1872 wiederaufgebaut
- Orthodoxe Kirche Mariä Himmelfahrt, erbaut 1845
- Ehemalige Synagoge, erbaut um 1800, seit 2016 Museum zur Geschichte des Judentums in der Stadt und Region

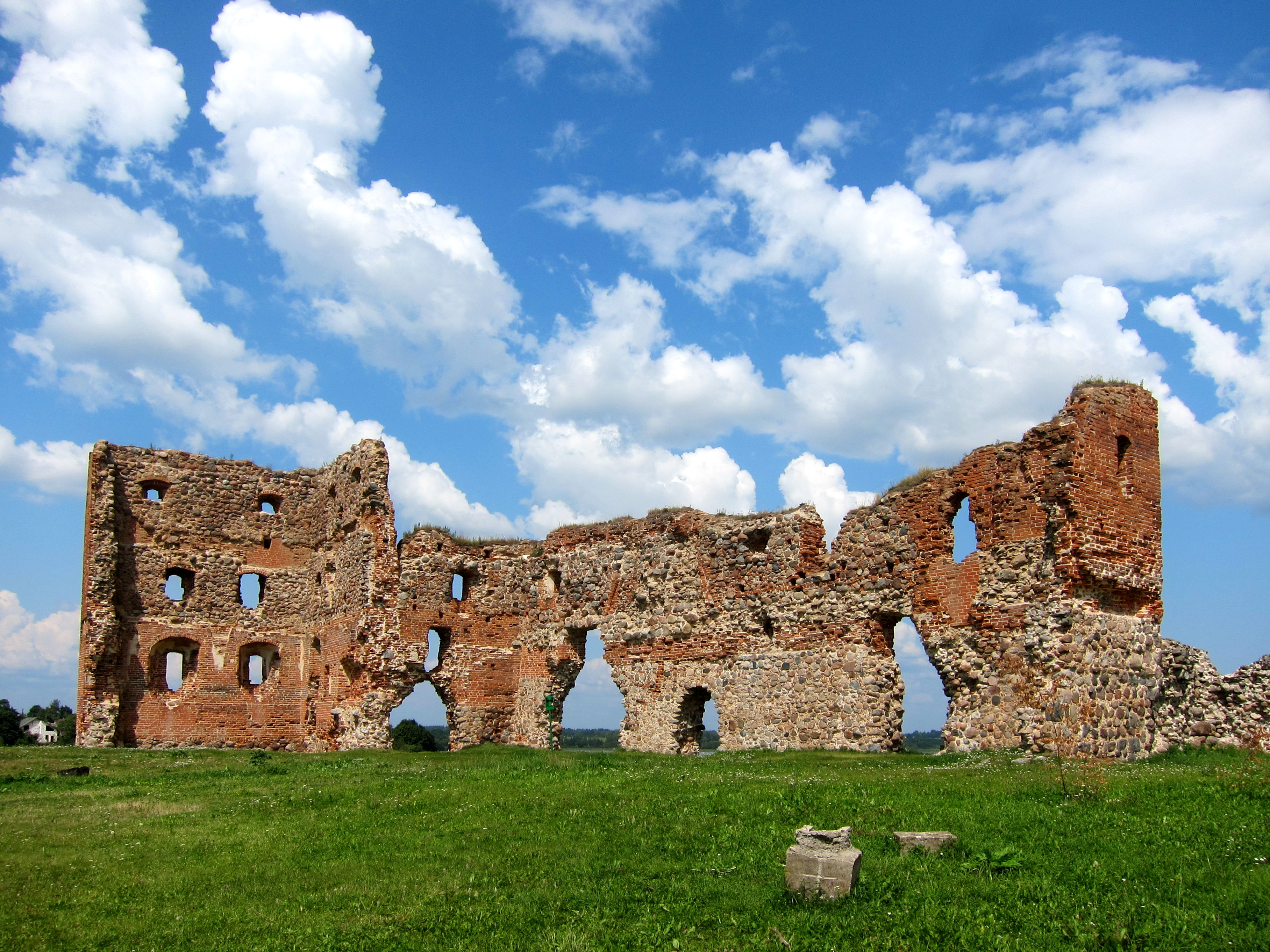
Burgruine in Ludza
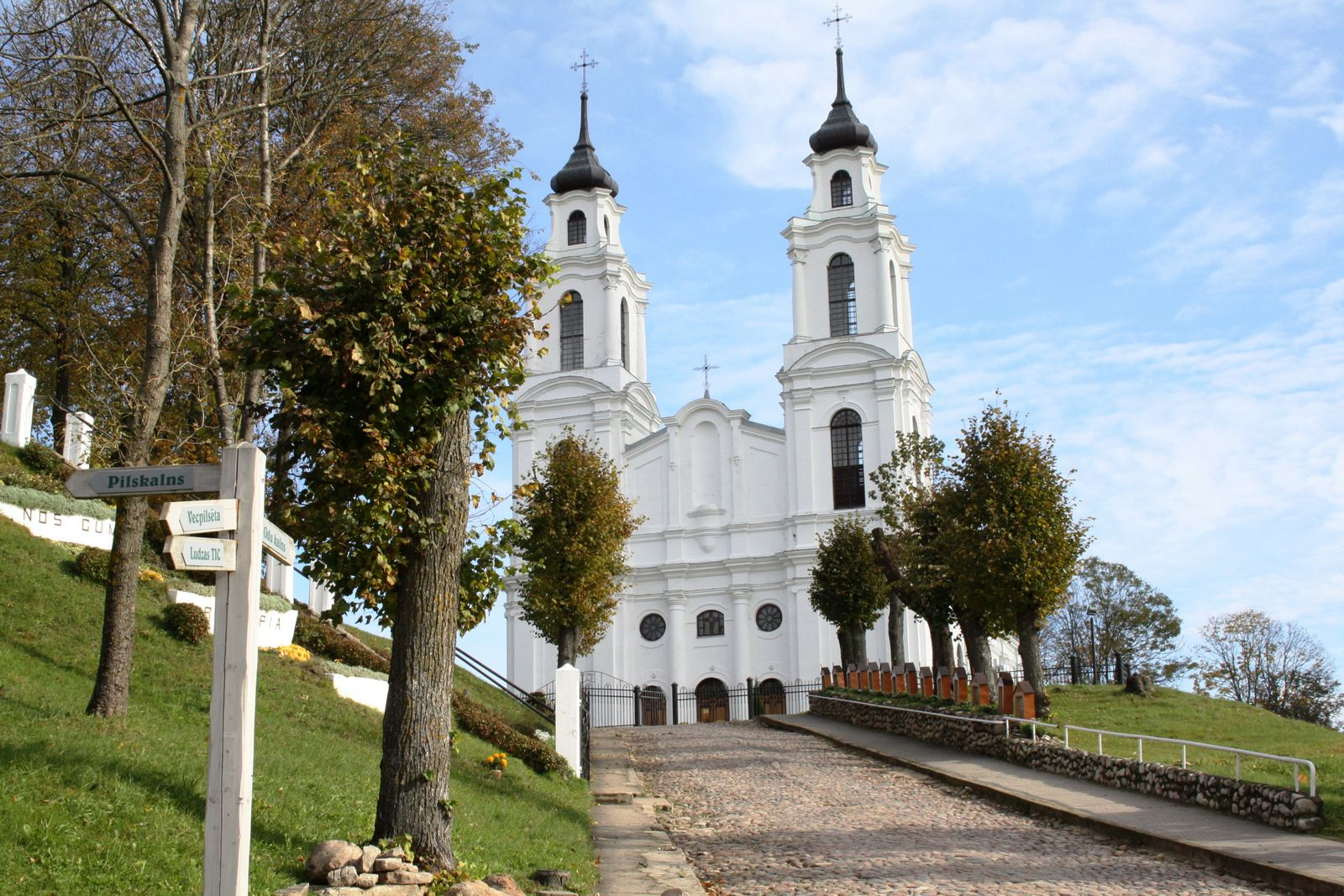
Katholische Kirche in Ludza
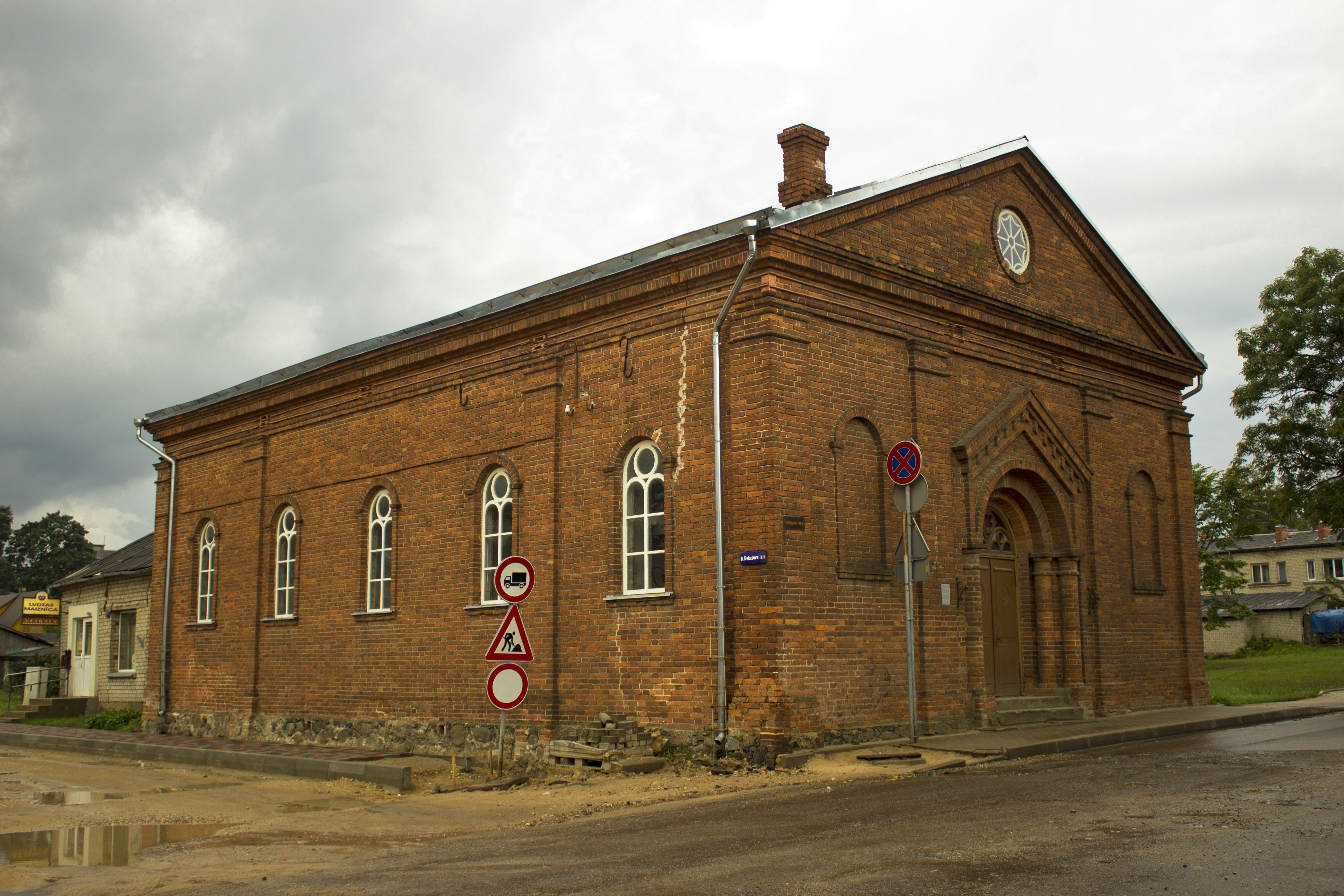
Lutherische Kirche Ludza
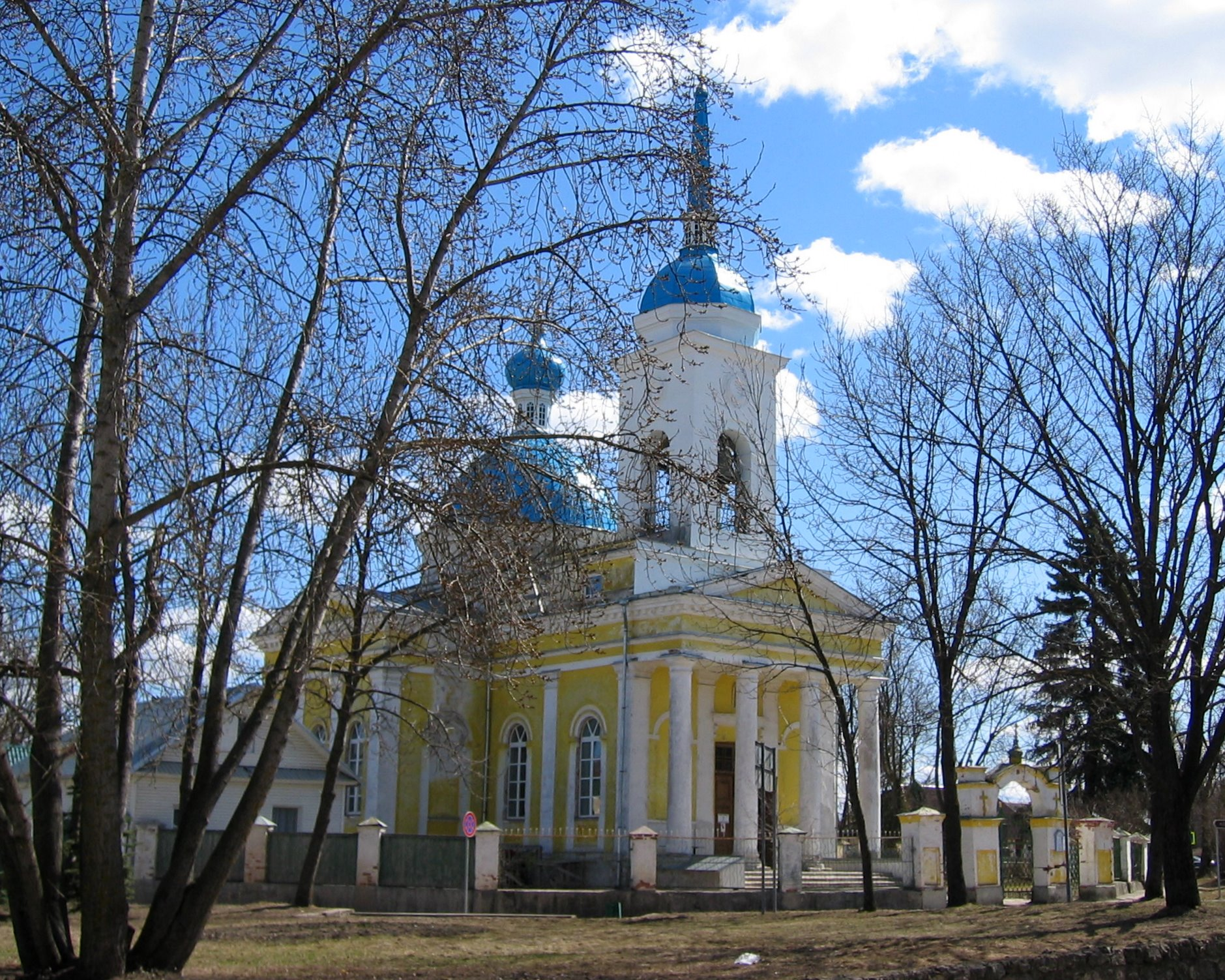
Orthodoxe Kirche in Ludza
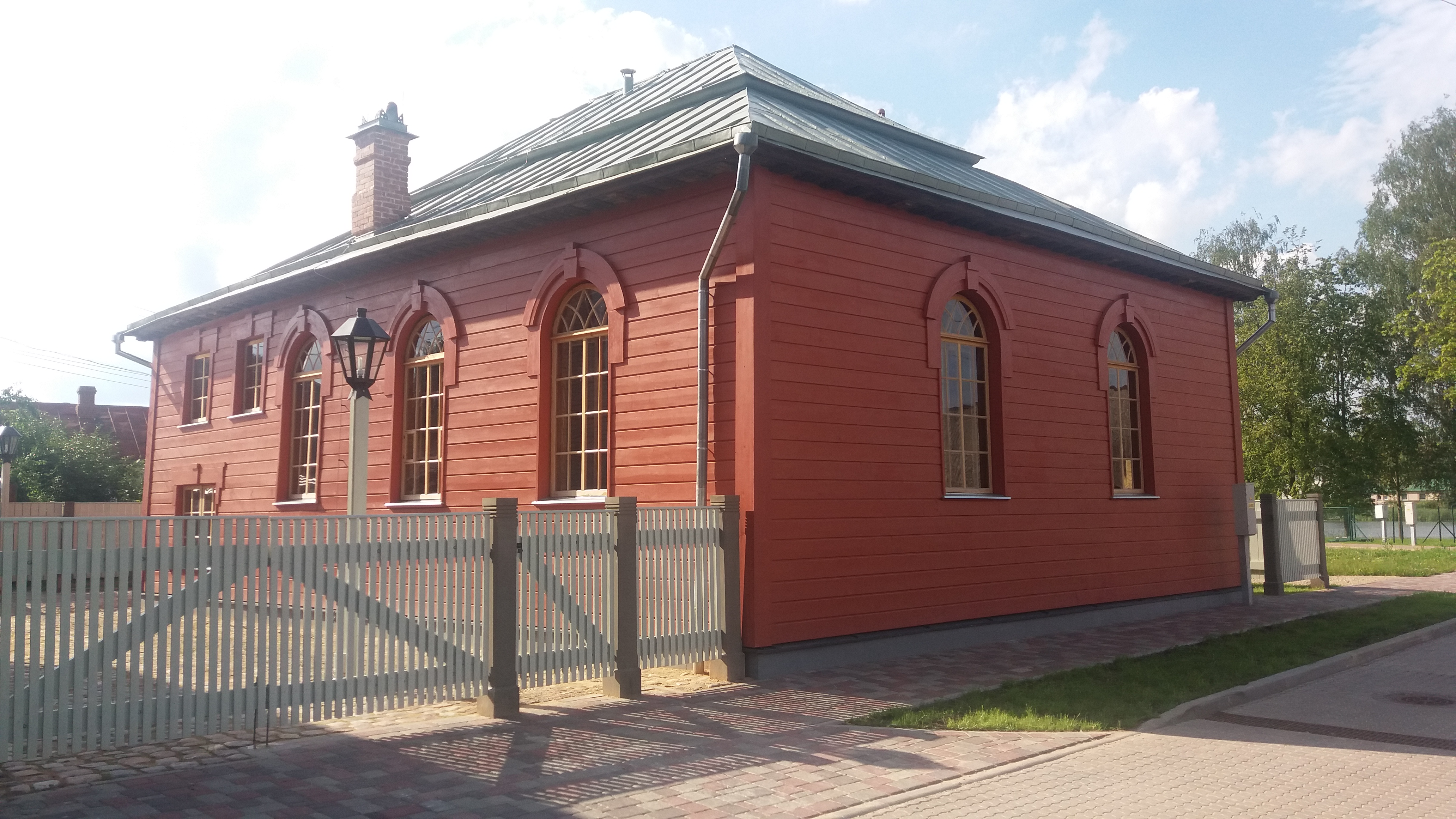
Ehemalige Synagoge

## Persönlichkeiten

### In Ludza geboren
- Jakow Petrowitsch Kulnew (1763–1812), russischer General
- Karol Bohdanowicz (1864–1947), polnisch-russischer Geologe
- Ferdynand Antoni Ossendowski (1876–1945), polnischer Schriftsteller und Forschungsreisender
- Leonid Iwanowitsch Dobytschin (1894–1936), russische Schriftsteller
- Ilja Grigorjewitsch Tschaschnik (1902–1929), russischer Künstler
- Herz Frank (1926–2013), lettischer Dokumentarfilmer
- Dainis Krištopāns (* 1990), lettischer Handballspieler

### Mit Ludza verbunden
- Michael Johann von der Borch (1753–1810), deutsch-baltischer Schriftsteller und Offizier, war seit 1772 Starost von Ludza.
- Abraham Isaak Kook (1865–1935), Rabbiner, studierte von 1880 bis 1882 Tora und Talmud in Ludza.[6]
- Oskar Kallas (1868–1946), estnischer Diplomat, Volkskundler und Sprachwissenschaftler, dokumentierte und erforschte die Sprache der Ludza-Esten.

## Städtepartnerschaften
Ludza listet folgende elf Partnerstädte auf:
| Stadt          | Land                       | seit |
| -------------- | -------------------------- | ---- |
| Bad Bodenteich | Niedersachsen, Deutschland | 2005 |
| Hlybokaje      | Wizebsk, Weißrussland      | 2011 |
| Maków          | Łódź, Polen                | 2012 |
| Molėtai        | Litauen                    | 2012 |
| Nawapolazk     | Wizebsk, Weißrussland      | 2011 |
| Newel          | Pskow, Russland            | 2006 |
| Polazk         | Wizebsk, Weißrussland      | 2016 |
| Rokiškis       | Panevėžys, Litauen         | 2010 |
| Saslauje       | Minsk, Weißrussland        | 2013 |
| Sebesch        | Pskow, Russland            | 2011 |
| Swischtow      | Weliko Tarnowo, Bulgarien  | 2011 |

## Sonstiges
- Die Umgegend war teilweise von den Ludza-Esten als ethnische Minderheit besiedelt.
- Es besteht ein Gymnasium, drei Mittelschulen, eine Kunstschule, eine Sportschule sowie mehrere Vorschul- und Kindergarteneinrichtungen.

## Ludzas novads
Ludza war Hauptort des gleichnamigen Landkreises. Nach einer Gebietsreform Lettlands, ist Ludza seit 2009 Hauptort des Bezirks Ludza (lett. Ludzas novads), der aus der Stadt und neun Landgemeinden bestand und im Jahre 2021 erheblich vergrößert wurde. Seit der Unabhängigkeit Lettlands 1992 sinkt die Bevölkerungszahl infolge der schlechten ökonomischen Situation sowie Geburtenrückgang. Bei der Volkszählung 2000 lebten noch 18.269 Einwohner im damaligen Bezirk, von denen 51 % lettisch, 41 % russisch und 4,7 % belarussisch, ukrainisch oder polnisch als Nationalität angaben. 2010 waren 15.667 Einwohner registriert.